# الانتفاضة الصربية الثانية

## خلفية
حررت الانتفاضة الصربية الأولى البلاد لفترة زمنية مهمة (1804-1813) من الإمبراطورية العثمانية ولأول مرة منذ ثلاثة قرون، وحكم الصرب أنفسهم دون سيادة الإمبراطورية العثمانية أو النمسا هابسبورغ. بعد فشل الانتفاضة الصربية الأولى عام 1813، هرب معظم القادة إلى ملكية هابسبورغ، بما في ذلك كاراجورجي بيتروفيتش، زعيم الانتفاضة الصربية الأولى.
لم يبق في صربيا سوى عدد قليل من القادة مثل ميلوش أوبرينوفيتش وستانوي جلافاش وغيرهما، وهم يحاولون من خلال طريقة دبلوماسية محددة حماية وتقاسم مصير السكان المحليين.

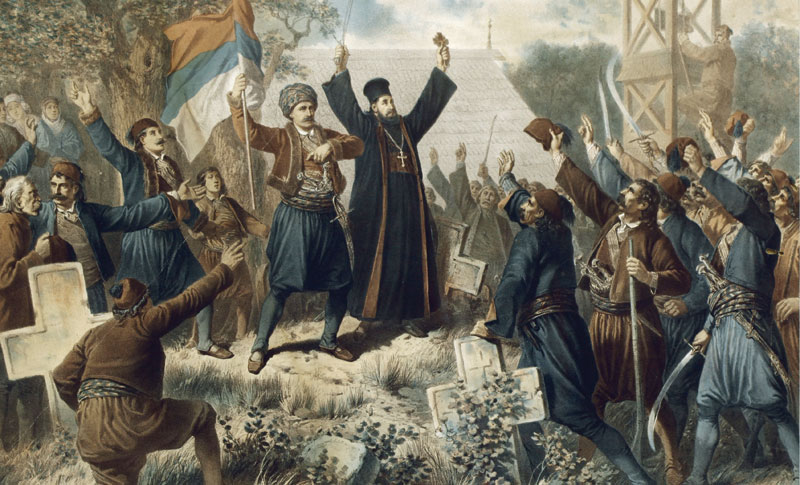
انتفاضة تاكوفو ، بريشة فينزينز كاتزلر، 1882

استسلم ميلوش أوبرينوفيتش للأتراك العثمانيين وحصل على لقب " أوبور كنز " ("الزعيم الأكبر"). استسلم ستانوي غلافاش أيضًا للأتراك وتم تعيينه مشرفًا على طريق، لكن الأتراك قتلوه بعد أن أصبحوا يشكون فيه. كان هادزي برودان غليغوريفيتش يعلم أن الأتراك سوف يعتقلونه ولذلك أعلن انتفاضة في عام 1814، لكن أوبرينوفيتش شعر أن الوقت لم يكن مناسبًا للانتفاضة ولم يقدم المساعدة.
سرعان ما فشلت انتفاضة هادزي برودان ففر إلى النمسا. بعد فشل هذه الثورة، فرض الأتراك المزيد من الاضطهاد على الصرب، مثل الضرائب المرتفعة، والعمل القسري، والاغتصاب. في مارس 1815، عقد الصرب عدة اجتماعات وقرروا القيام بثورة جديدة.

## الانتفاضة

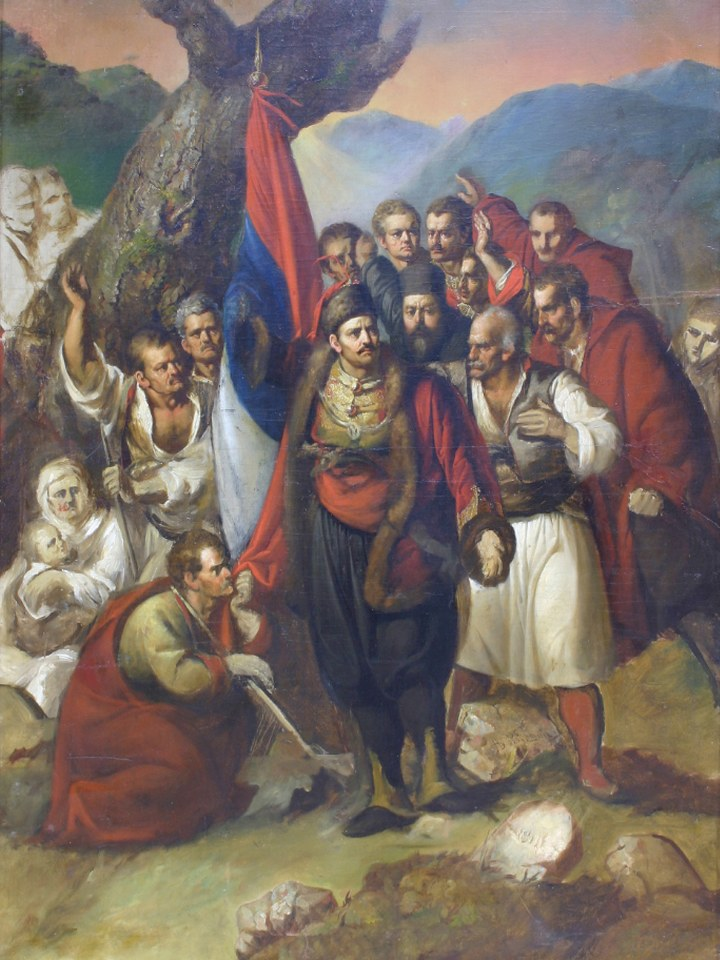
انتفاضة تاكوفو ، بريشة دورا جاكشيتش، 1876–78

أعلن اجتماع تاكوفو الثورة المفتوحة ضد الإمبراطورية العثمانية في 23 أبريل 1815، وتم اختيار ميلوش أوبرينوفيتش كزعيم وقال عبارته الشهيرة "أنا هنا، وأنت هنا. الحرب على الأتراك!"، وعندما اكتشف العثمانيون الثورة الجديدة حكموا على جميع قادتها بالإعدام. قاتل الصرب في معارك رودنيك، وليوبيتش ، وباليتش، وفالييفو، وتشاك، وكارانوفاتش، وبوزاريفاتش ، وكراغويفاتش، وياغودينا، ودوبليي، وطردوا العثمانيين من باشاوية بلغراد.
بدأت المفاوضات الأولى بين ميلوش أوبرينوفيتش والوالي العثماني مرعشلي علي باشا في منتصف عام 1815، وحصل ميلوش أوبرينوفيتش على شكل من أشكال الحكم الذاتي الجزئي للصرب، ووقعت الحكومة التركية عدة وثائق في عام 1816 لتطبيع العلاقات بين الصرب والأتراك، وكانت النتيجة اعتراف الإمبراطورية العثمانية بإمارة صربيا . حصل ميلوش أوبرينوفيتش على لقب أمير صربيا، وعلى الرغم من أن الإمارة كانت تدفع ضريبة سنوية للباب العالي، وكانت لديها حامية من القوات العثمانية في بلغراد حتى عام 1867، فإنها كانت، في معظم الأمور الأخرى، دولة مستقلة، في عهد ميلان حفيد شقيق ميلوش حصلت صربيا على استقلالها رسميًا في عام 1878 بموجب معاهدة برلين.
نجح ميلوش أوبرينوفيتش في عام 1817 في إجبار مرعشلي علي باشا على التفاوض على اتفاق غير مكتوب، وهو الفعل الذي أنهى فعليًا الانتفاضة الصربية الثانية. عاد كاراجورجي، زعيم الانتفاضة الأولى، في العام نفسه إلى صربيا وتم اغتياله.

## فيما بعد
تم تأكيد استقلال صربيا شبه الكامل بموجب فرمان أصدره الباب العالي في عام 1830، تمت كتابة أحد الدساتير الأولى في البلقان عام 1835 في إمارة صربيا، وقد أدى ذلك إلى إنشاء البرلمان الصربي بشكل منتظم وتأسيس سلالة أوبرينوفيتش كوريث شرعي لعرش صربيا، ووصفت صربيا أيضًا بأنها إمارة برلمانية مستقلة، مما أثار غضب الإمبراطورية العثمانية والملكية الهابسبورغية.